# Monstret i skåpet
Monstret i skåpet är en bok från 1979 av Viveca Sundvall (även känd som Viveca Lärn). Boken är den första i Mimmiserien.

## Handling
6-åriga flickan Mimmi skriver dagbok. Bara hon och kompisen Anders vet att på lekskolan där hon går finns ett monster, som håller till inuti ett skåp i frökens kontor.

## Filmatisering
Monstret i skåpet filmatiserades som TV-serien Mimmi som gick på SVT 1988. Serien regisserades av Catti Edfeldt och skrevs av Viveca Lärn.

### Fotnoter
1. ↑  ”Monstret i skåpet” (på engelska). Worldcat. 7 juli 1979. https://www.worldcat.org/title/monstret-i-skapet/oclc/186526391&referer=brief_results. Läst 11 december 2014.
2. ↑  ”Monstret i skåpet”. Stockholms stadsbibliotek. 7 juli 2002. https://biblioteket.stockholm.se/titel/823626. Läst 11 december 2014.
3. ↑  Euler, Maria von; Torén, Calle; Andersson, Johan (25 november 1988). ”Monstret i skåpet”. https://www.imdb.com/title/tt1034161/. Läst 1 augusti 2024.